# Графство Женева
Графство Женева (на френски: Comté de Genève; на немски: Grafschaft Genf) е графство от 10 век до 1401 г. в бургундското Kралство Арелат, което през 1032 г. влиза в състава на Свещената Римска империя. Намира се в Североизточна Франция в провинция Женевоа, Савоя.

## География
Около 6 век Женева става център на пагус: pagus major Genevensis или Comitatus Genevensis, включващ част от диоцеза на Женева. Френският историк Пол Гишоне припомня в статията си, посветена на Дом Женева, че преводът на comes gebennensis е „Граф на Женева“, а не „Граф на Женевоа“, което, въпреки че е широко разпространено, е неточно. В рудолфийския период пагусът се състои от: pagus Albanensis или Албанè (Albanais), pagus Caput lacensis, съответстващ на Старо Шабле, pagus Verrumensis или Verromeis (Валроме), pagus Equestricus или Графство Нион и pagus Dumbensis или Брес.
Правата на графовете на Женева се простират по левия бряг на река Рона между град Женева и градчето Сесел. Територията съответства на околностите на Женева, териториите на Семин (Semine), Албанè, долината на езерото Анси, както и долините на Тон (Thônes) и района на Рош сюр Форон. Учредителният устав на Приората на Шамони (бенедиктински манастир) от 1090 г. свидетелства и за правата върху Фосини, а Договорът от Сесел от 1124 г. – за вероятните права върху Земите на Жекс (Pays de Gex), разположени по десния бряг на реката.
Графство Женева става апанаж на Женевоа след придобиването на графството от Савойския дом, като това съответства на границите на графството през 1401 г., като обаче са отнети кастеланствата Рюмии, Отвил и Салньов, и градът, особено Женева и околностите му (в частност кастеланствата Терние, Вири и Гайар).

## История
Произходът на първия comes Gebennensis е съмнителен, но е засвидетелстван от 11 век. Споменаването на „графство Женева" (pagus или comitatus Genevensis) е от 9 век. С поделянето на Империята (Договор от Вердюн, 843 г.) Женева е дадена на кралството на Лотар I, чийто син Лотар II преотстъпва през 859 г. правата заедно със съседните градове Лозана и Сион на император Лудвиг Немски. От 1034 г. графството попада в рамките на Свещената Римска империя.
Графовете на Женева контролират важна територия от днешните Швейцарски Предалпи. Но това тяхно господство е относително. Временната власт над град Женева им е отнета в полза на епископите на Женева, поставени под сюзеренитета на императора на Свещената Римска империя. Той е и върховен феодал на графството. Господарите на Женева, които имат само два бейливика (района) в покрайнините на Женева: Гайар и Терние, притежават само властта на „граждански и въоръжен защитник на Църквата“ и тази за изпълнение на наказателни присъди (висше правосъдие). Все пак обаче те имат имоти в града със замъка на Женева, наречен Бур де Фур (изчезнал в днешно време).
Поради това положение на нещата възникват голямо напрежение между двете власти с разпоредбите между 1124 и 1219 г., когато графовете се опитват неуспешно да си възвърнат временната власт над града. На 10 октомври 1219 г. в Дезенжи прелатът Аймон дьо Гранзон получава признанието на Вилхелм II Женевски за графството, докато Хумберт Женевски – неговият по-голям брат все още е граф. Така той конфискува властта и я предава на синовете си, докато синовете на брат му – Петър и Ебал емигрират в Англия и умират бездетни. Изглежда, че по онова време графът окончателно установява столицата си в град Анси.
През 1369 г. император Карл IV обявява, че Графство Женева, един principatus, е феод на империята, изключвайки всички други феодални отношения. Без да го признава официално, графът е възприеман като имперски княз. Императорът обаче вече го е нарекъл illustratis през 1358 г.
След смъртта през 1394 г. на граф Роберт (който като Климент VII е антипапа в Авиньон) Графство Женева преминава към фамилията на господарите на Тоар и Вилар. Хумберт от Тоар и Вилар наследява титлата през 1394 г., а през 1400 г. тя отива у Отон от Вилар и Тоар. Отон продава графството за 45 хил. златни франка на граф Амадей VIII Савойски на 5 август 1401 г., като Савоя го включвт окончателно в техните апанажи. Графът на Савоя не възстановява всички кастеланства до 1411 г. поради спорове за тази продажба. През 1659 г. Графство Женева или Женевоа е обединено със Савоя.

## Организация
Организацията на графството в кастеланства, наричани още mandamentum, датира от 13 век. Изчислено е, че техният брой е около 30 в рамките на графството, като се знае, че графовете също са имали кастелани в Бюже, Грезиводан или дори в Дофине. По този начин графът е представен от кастелан за управлението на неговите феоди и той наистина натрупва юридически и военни атрибути, и представлява принципа на суверенитета.
В тази организация се прави разлика между графските кастеланства, принадлежащи директно на Графа на Женева, господарските кастеланства, принадлежащи на големите господари, и смесените кастеланства като напр. Кастеланство Дюан, отчасти управлявани от графа и от господаря.
Списъкът на кастеланствата варира в зависимост от периодите. Савойският историк Леон Менабреа в своята работа Des Origines Feudales dans les Alpes Occidentales (1865) дава следната номенклатура на кастеланствата през 12 век:
- Кастеланство Анси (в дн. Анси)
- Кастеланство Вал де Клет (Тон): в дн. Сен Жан дьо Сист, Ла Клюза, Ле Клеф, Льо Гран Борнар, Маниго, Тон, Серавал
- Кастеланство Ла Рош (в дн. Ла Рош сюр Форон)
- Кастеланство Крюзей (в дн. Крюзей)
- Кастеланство Рюмии (в дн. Рюмии)
- Кастеланство Алби (в дн. Алби сюр Шеран)
- Кастеланство Дюан (в дн. Дюан)
- Кастеланство Грези (в дн. Грези сюр Е)
- Кастеланство Сесан (в дн. Сесан)
- Кастеланство Шомон (общини, разположени от двете страни на потока Форнан)[23]
- Кастеланство Терние (в дн. Сен Жюлиен ан Женевоа)
- Кастеланство Клермон (в дн. Клермон)
- Кастеланство Морнекс (Морне) (в дн. Монетие Морнекс)
- Кастеланство Отвил (в дн. Отвил сюр Фие)
- Кастеланство Шател (в Женевоа/Семин) (в дн. Юзинан)
- Кастеланство Ла Балм и Ла Бати (в дн. Ла Балм дьо Силанжи)
- Кастеланство Грюфи (в дн. Грюфи)
- Кастеланство Кюзи (до 1287 г.) (в дн. Кюзи)
- Кастеланство Балезон (в дн. Балезон, Бон ан Шабле, Шан сюр Леман, Дювен)
- Кастеланство Гайар (в дн. Гайар)
- Кастеланство Шарус/Шарос (в дн. Паси)
- Кастеланство Ла Корбиер (в дн. Шале)
- Кастеланство Румии су Корнийон (в дн. Сен Пиер ан Фосини)

### Графски кастеланства
Списък на графските кастеланства през 14 век век според френския историк Пиер Дюпарк:
- Кастеланство Алби (в дн. Алби сюр Шеран)
- Кастеланство Анси (в дн. Анси)
- Кастеланство Арло (в дн. Белгард сюр Валзерин)
- Кастеланство Ла Балм е Ла Бати (в дн. Ла Балм дъ Силенжи)
- Кастеланство Боргар (в дн. Шан сюр Леман)
- Кастеланство Борн или Метрали де Борн [[в дн. плато Борн)
- Кастеланство Сесан (в дн. Сесан)
- Кастеланство Шарус/Шарос (в дн. Паси)
- Кастеланство Шател (в Женевоа/Семин) (в дн. Юзинан)
- Кастеланство Шомон (общини, разположени от двете страни на потока Форнан)[23]
- Кастеланство Клермон (в дн. Клермон)
- Кастеланство Ла Корбиер (в дн. Шале)
- Кастеланство Крюзей (в дн. Крюзей)
- Кастеланство Дюан (в дн. Дюан)
- Кастеланство Гайар (в дн. Гайар)
- Кастеланство Грюфи (в дн. Грюфи)
- Кастеланство Отвил (в дн. Отвил сюр Фие)
- Кастеланство Морнекс (Морне) (в дн. Монетие Морнекс)
- Кастеланство Ла Рош (в дн. Ла Рош сюр Форон)
- Кастеланство Рюмии (в дн. Рюмии)
- Кастеланство Румии су Корнийон (в дн. Сен Пиер ан Фосини)
- Кастеланство Терние (в дн. Сен Жюлиен ан Женевоа)
- Кастеланство Вал де Клет (Тон): в дн. Сен Жан дьо Сист, Ла Клюза, Ле Клеф, Льо Гран Борнар, Маниго, Тон, Серавал

### Господарски кастеланства
Списък на графските кастеланства през 14 век според френския историк Пиер Дюпарк:
- Кастеланство Женева и околности (в дн. Женева)
- Кастеланство Отвил (в дн. Отвил сюр Фие)
- Кастеланство Мантон (в дн. Мантон Сен Бернар)
- Кастеланство Монфалкон и новата крепост на Албан (в Ла Биол)
- Кастеланство Вири

### Имоти
Непълен списък на притежанията, държани от свое име или като феоди на графовете на Женева:
- Замък Арло, в Белгар сюр Валзерин
- Замък Боргар, в Шан сюр Леман (13 век - 1393 г.)
- Замък Шато Нъоф, в Сесан (пр. 1316)
- Замъкът Шато Вьо, в Сесан (13 век -1385 г.)
- Замък Грези, в Грези сюр Е, споменат през 1289 г.
- Замък Ла Сала, в Бофор (?-1394)
- Замък Монфалкон в Ла Биол (1305 г.).

## Графове на Женева
Графовете на Женева са феодали, които през Средновековието и в Модерната епоха управляват територията на Женева (контадо-то на град Женева, т.е. неговата селска територия) и първоначално и самия град Женева. От 1124 г. по силата на Договора от Сесел и други последващи договори град Женева започва да се управлява от собствен епископ и след това става напълно независим.
От средата на 11 век се редуват 17 графа, въпреки че по-рано се споменават някои графове, без обаче да могат да докажат родството с онези, които формират династията на Гералдианците, по-често наричана Дом Женева. Последният Роберт, антипапа през 1378 г., наследява титлата през 1392 г., преди да умре две години по-късно. Неговият племенник Хумберт от Вилар и Тоар поема титлата до смъртта си. Хумберт няма потомци и чичо му Отон от Вилар и Тоар наследява титлата, и я препродава на савойския херцог Амадей VIII за 45 хил. златни франка.
Сред големите васали на графовете на Женева са господарите на Вири, Жекс, Ла Рош, Морнекс, Терние, Гайар и Етрембиер. Една поговорка гласи: Терни (Teрние), Вири, Компе са най-добрите домове в Женевоа, Салнов и Мантон нека не се страхуват от тях/нека не им се поддават“.

### История на титлата
Титлата „граф на Женева“ се предава от 11 век по наследствен начин от мъж на мъж и по ред на първородството в Дом Женева, като по този начин се зачита Салическият закон, който изключва жените. Освен comes Gebennensis намираме следните споменавания: comes de Gebenna/de Gebennis/Gebennarum.
Около 890 г. е споменат граф Манас, вероятно от Женева. Втори Манас се споменава в дарение от 1002 г. на краля на Бургундия Рудолф III. Този служител на последния крал на Бургундия Рудолф III се споменава и засвидетелства с титлата му (Ego in Dei nomine Manasse comes) в Графство Женева. Не е известно никакво негово роднинство освен с Роберт, споменат в акта от 1002 г. като негов племенник и който може да бъде идентифициран в два акта от 1012 и 1019 г.
Семейство, наречено „Женевско“ – това на Геролдианците се появява през същия този период, но не е споменато никакво негово роднинство. Първият споменат граф е някой си Гералд, засвидетелстван в средата на 11 век. Той е споменат през 1034 г. като „княз на региона“. Изглежда, че е бил поставен като граф от последния крал на Бургундия Рудолф III. Дом Женева принадлежи към обкръжението и семейството на Рудолфините.
Според различните изследвания, макар че графовете господстват стабилно в Графство Женева, техните права върху град Женева са под въпрос. Някои историци смятат, че те никога не са ги притежавали и че само епископът е получавал тези права от императора и е бил господар на града. Други смятат, че графовете на Женева имат такива права до Договора от Сесел през 1124 г., когато граф Аймон I признава независимостта на светската власт на епископа на Женева, по онова време Хумберт дьо Грамон. Този договор е последван от тези от Сен Симон през 1156 г., от Екс ле Бен през 1184 г. и от Дезанжи през 1219 г., където е потвърдено надмоществото на епископа.

### Първи графове на Женева
Според Genève, origin et développement de cette république някои древни източници споменават като първи графове между втората половина на 8 век и първата половина на 9 век:
- Райнер
- ок. 770 - 800: Оливер, син на предходния, спътник на Карл Велики в Ронсесвалес и на Роланд,[30][38], чийто баща би трябвало да е господар на графството и от когото Гералдианците претендират за произход според някои стари автори.[39][40]

Histoire de la Savoie съобщава, че между края на 9 и началото на 10 век графове на Женева са:
- ок. 890: Манас, възможен граф на Женева и праотец на Гералд II,[41] за когото има документ в Cartulaire du Chapitre de Notre-Dame de Lausanne с несигурна дата (891 или 915 г.) относно дарение на граф Манас (Manasseus comes) на въпросната църква в Лозана.[42]
- ок. 1002: Друг Манас е споменат с титлата на граф заедно с неговия племенник Роберт (Manasæus comes, Rotbertus nepos eius) в документ № 144 на Regeste genevois, ou Répertoire chronologique et analytique des documents imprimés relatifs à l'hiville et du diocèse de Genève avant l'année 1312, датиран от 1002 г. като свидетел на дарение от краля на Кралство Арелат Рудолф III.[43] Това дарение на манастира Роменмьотие от Рудолф III със свидетели Манас и Роберт се съобщава и в документ № REG 0/0/1/144 на Archives de l'Abbaye de Saint-Maurice.[44]
- ок. 1012: Роберт, племенник на предходния, споменат заедно с него,[43][44] който според Bibliotheca sebusiana, sive variarum chartarum, diplomatum, fundationum като граф на Женева (Roberto genevensi comite) прави дарение през 1019 г.[45]

Френският историк Самюел Гишенон публикува в своята работа Histoire généalogique de la royale maison de Savoie през 1660 г. генеалогична таблица на Дом Женева:
- 880 (?): Ратберт (* 870/880, † 901), който според Le Grand dictionnaire historique Vol. 5 се жени за Рихилда[47]
- 931 (?): Албиций (* 900, † 931/932), син на предходния, граф на Женева, благодетел на Приората на Нантюа, който се жени за Ода[47]
- ?: Конрад I (* 930, † ок. 963), син на предходния[47]
- ок. 963-974 (?): Роберт († 974), граф на Женева, споменат като благодетел на църквата/приората на Peillonnex, чиято харта датира от 1012 г.[48] Макар че авторите на Régeste genevois напомнят, че „хартата не споменава от кое семейство е Роберт и в коя държава е бил граф“, те не оспорват констатациите на Гишенон, че той е бил граф на Женева.[49] Има двама сина: Конрад, който фигурира в предишното дарение,[50] и Алберт.
- 974-1001 (?): Алберт, син на предходния, граф на Женева, жени се за Елдегарда, основателка на църквата във Версоа
- 1001 - 1004 (?): Риналд, син на предходния, граф на Женева
- 1004 - 1016 (?): Аймон, брат на предходния
- 1016-1034: Гералд I, брат на предходния, граф на Женева, също и граф на Мориен и на Виен, съпруг на Берта от Егисхайм, дъщеря на графа на Фландрия. През 1034 г. е победен от Конрад II Стари – император на Свещената Римска империя и крал на Бургундия.
- ок. 1060: Роберт, граф на Женева, син на предходния, починал без потомство
- ок. 1080: Гералд II, брат на предходния, граф на Женева, жени се за Гизелда (от Бургундия?) и впоследствие за Тетберга/Титбурга от Райнфелден, дъщеря на Рудолф фон Райнфелден – херцог на Швабия. Родоначалник на Дом Женева.

### Дом Женева
Обхваща 17 графа:
- ок. 1023 - ок. 1061/пр. 1080: Гералд II († ок. 1080), първи граф от Дом Женева, споменат през 1032 г.[30][31][51][52]
- ок. 1061 - ок. 1080: Конон († ок. 1080), син на предходния[53][54]
- ок. 1080 – пр. 1128: Аймон I, доведен брат на предходния

- ок. 1128 – 1178: Амадей I († 1178), син на предходния
- 1178 – 1195: Вилхелм I († 1195), син на предходния
- 1195 – пр. 1225: Хумберт († пр. 1225), син на предходния
- пр. 1225 – 1252: Вилхелм II († 1252), брат на предходния
- 1252 – 1265: Рудолф/ Раул (* ок. 1220, † 1265), син на предходния
- 1265 – 1280: Аймон II († 1280), син на предходния
- 1280 – 1308: Амадей II († 1308), брат на предходния
- 1308 – 1320: Вилхелм III (* 1286, † 1320), син на предходния
- 1320 – 1367: Амадей III (* ок. 1311, † 1367), син на предходния
- 1367 – 1367: Аймон III († 1367), син на предходния
- 1367 – 1369: Амадей IV († 1369), брат на предходния
- 1369 - 1370: Йоан († 1370), брат на предходния
- 1369 – 1392: Петер († 1392), брат на предходния
- 1392 – 1394: Роберт III (* 1342, † 1394), брат на предходния, антипапа в Авиньон като Климент VII.

### Дом Тоар-Вилар
През 1394 г. след смъртта на последния граф от Дом Женева титлата преминава чрез брак у Дом Тоар и Вилар.
- 1394 – 1400: Хумберт VII (или VIII) от Тоар и Вилар († 1400), син на Хумберт VI (или VII) – господар на Тоар и Вилар и на Мария Женевска - дъщеря на Амадей III Женевски
- 1400 – 1401: Отон/Еуд от Тоар и Вилар (* 1354, † 1414).

През 1401 г. Отон продава графството на савойския херцог Амадей VIII Савойски за 45 хил. златни франка. Неговите наследници оспорват тази продажба с правен процес, продължил до 1422 г., когато император Сигизмунд Люксембургски, който го е взел за империята през 1411 г., го дава официално на Амадей VIII Савойски с писмо от 25 април 1422 г.

### Дом Савоя
От 1401 г. Графство Женева е продадено на Савойския граф/херцог и изчезва. От 1424 г. то е обединено със савойските владения, поради което често е гарантирано като апанаж, известен като Женевоа, на членовете на кадетските клонове на семейството, като по-специално титлата „Граф на Женева“ е давана на второродните синове на Савойския херцог.
- 1424 – 1434: Амадей VIII (* 1383, † 1451), херцог на Савоя (антипапа Феликс V)
- 1434 – 1444: Филип Савойски (* 1417, † 1444), син на предходния, апанажиран граф
- 21 окт. 1444 – 1460: Лудвиг I Савойски/Женевски (* 1413, † 1465), брат на предходния, херцог на Савоя, апанажиран граф преди да стане крал на Кипър чрез брак от 1459 до 1460 г.
- 1460 – 1482: Лудвиг Савойски (* 1436, † 1482), син на предходния, апанажиран граф, също крал на Кипър
- 1482 – 1491: Йоан Савойски (* 1440, † 1491), брат на предходния, апанажиран граф
- 1491 – 1496: Карл II (* 1489, † 1496), правнук на Лудвиг I Савойски, херцог на Савоя
- 1496 – 1497: Филип II Савойски Безземни (* 1438, † 1497), далечен чичо на предходния, херцог на Савоя, син на Лудвиг I Савойски
- 1497 – 1504: Филиберт II Красиви (* 1480, † 1504), син на предходния, херцог на Савоя
- 1504 – 1514: Карл III (* 1486, † 1553), брат на предходния, херцог на Савоя.

От 1514 до 1659 г. титлата „граф“, а след това и „апанажиран херцог на Женевоа“, която също се среща под формата „граф на Женева и на Женевоа“, преминава към кадетския клон Савоя-Немур, наричан още Женевоа-Немур.
- 1514 – 1533: Филип Савойски-Немур (* 1490, † 1533), брат на предходния, апанажиран граф на Женева, херцог на Немур
- 1533 – 1585: Жак Савойски-Немур (* 1531, † 1585), син на предходния, херцог на Женева (1564)
- 1585 – 1595: Карл-Емануил Савойски-Немур (* 1567, † 1595), син на предходния, херцог на Женева
- 1595 – 1632: Хайнрих I Савойски-Немур (* 1572, † 1632), брат на предходния, херцог на Женева
- 1632 – 1641: Лудвиг Савойски-Немур (* 1615, † 1641), син на предходния, херцог на Немур, херцог на Женева
- 1641 – 1652: Карл Амадей Савойски-Немур (* 1624, † 1652), брат на предходния, херцог на Женева
- 1652 – 1659: Хайнрих II Савойски-Немур (* 1625, † 1659), брат на предходния, херцог на Женева, архиепископ на Реймс
- 1659 – 1724: Мария Жана Батиста Савойска-Немур (* 1644, † 1724), дъщеря на Карл Амадей, омъжена за Карл-Емануил II (* 1634, † 1675), херцог на Савоя и принц на Пиемонт, който обединява графството с директните владения на Савоя.